# Titon
Titon, également appelé Lâ-Titon, est une localité située dans le département de Lâ-Todin de la province du Passoré dans la région Nord au Burkina Faso.

## Géographie
Titon se trouve à 8 km au sud du centre de Lâ-Todin, le chef-lieu du département, à 5 km au nord-ouest de Minissia ainsi qu'à 30 km au sud-ouest de Yako, le chef-lieu de la province.

## Santé et éducation
Le centre de soins le plus proche de Titon est le centre de santé et de promotion sociale (CSPS) de Minissia tandis que le centre médical avec antenne chirurgicale (CMA) de la province se trouve à Yako.